# Ортипорио
Ортипорио (фр. Ortiporio, корс. Ortiporiu) — коммуна во Франции, находится в регионе Корсика. Департамент коммуны — Верхняя Корсика. Входит в состав кантона Голо-Морозалья. Округ коммуны — Бастия.
Код INSEE коммуны — 2B195.

## Население
Население коммуны на 2008 год составляло 126 человек.
| 1962 | 1968 | 1975 | 1982 | 1990 | 1999 | 2008 |
| ---- | ---- | ---- | ---- | ---- | ---- | ---- |
| 141  | 167  | 119  | 100  | 104  | 113  | 126  |

## Экономика

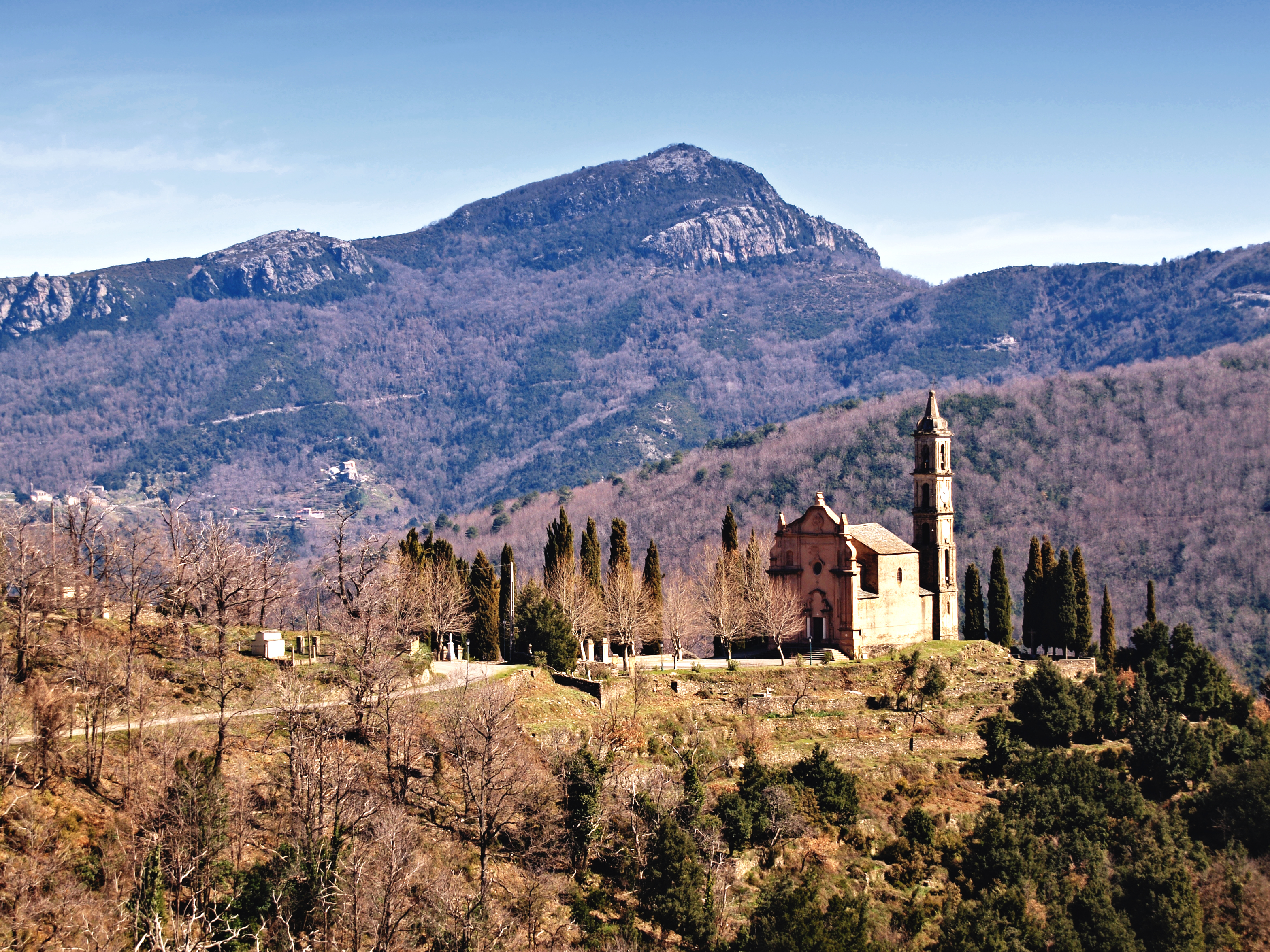
Церковь Saint-Augustin

В 2007 году среди 84 человек в трудоспособном возрасте (15—64 лет) 56 были экономически активными, 28 — неактивными (показатель активности — 66,7 %, в 1999 году было 50,0 %). Из 56 активных работали 43 человека (31 мужчина и 12 женщин), безработных было 13 (10 мужчин и 3 женщины). Среди 28 неактивных 4 человека были учениками или студентами, 9 — пенсионерами, 15 были неактивными по другим причинам.